# (163) Erígone
(163) Erígone és un asteroide que forma part del cinturó d'asteroides descobert per Henri Joseph Anastase Perrotin des de l'observatori de Tolosa de Llenguadoc, a França, el 26 d'abril de 1876. Erigone, personatge de la mitologia grega és qui li dona nom.
Erigone orbita a una distància mitjana del Sol de 2,367 ua, i pot allunyar-se'n fins a 2,819 ua i apropar-se fins a 1,915 ua. La seva excentricitat és 0,191 i la inclinació orbital 4,815°. Fa una òrbita al voltant del Sol en 1.330 dies.